# Klatretøsen
Klatretøsen er en dansk børnefilm fra 2002, instrueret af Hans Fabian Wullenweber efter manuskript af Nikolaj Arcel. Den handler om en familie hvor faderen bliver syg og hans datter derfor beslutter sig for at bryde ind i banken hvor moderen arbejder.
Filmen er også blevet indspillet i en amerikansk version med titlen Catch That Kid.

## Handling
Den tolvårige Idas far har været bjergbestiger, og datteren har arvet lysten til at klatre i store højder. Faderen bliver alvorligt syg, og kun en dyr operation i USA kan redde ham. For at skaffe penge udtænker Ida et dristigt og opfindsomt bankkup, hvor klatrefærdighederne skal udnyttes. Kammeraterne Sebastian og Jonas bejler begge til hendes gunst og vil gøre alt for at hjælpe hende.

## Medvirkende
- Julie Zangenberg − Ida
- Lars Bom − Idas far, Klaus
- Nastja Arcel − Idas mor, Maria
- Anders W. Berthelsen − Henrik, vagtmand
- Mads Ravn − Jonas
- Stefan Pagels Andersen − Sebastian
- Mads M. Nielsen − Bankmand
- Jens Brygmann − Hartmann, bankdirektør